# RAB30
RAB30‏ (RAB30, member RAS oncogene family) هوَ بروتين يُشَفر بواسطة جين RAB30 في الإنسان.